# Biarezina Bobrujsk
Biarezina Bobrujsk (biał. Футбольны Клуб «Бярэзіна» Бабруйск) – białoruski klub piłkarski, mający siedzibę w mieście Bobrujsk, w południowo-wschodniej części kraju.

## Historia
Chronologia nazw:
- 1939: Spartak Bobrujsk (biał. «Спартак» Бабруйск)
- 1959: Drużyna m.Bobrujsk (biał. Каманда г. Бабруйска)
- 1962: Start Bobrujsk (biał. «Старт» Бабруйск)
- 1963: Fandak Bobrujsk (biał. «Фандак» Бабруйск)
- 1964: Dziarżyniec Bobrujsk (biał. «Дзяржынец» Бабруйск)
- 1965: Biarezina Bobrujsk (biał. «Бярэзіна» Бабруйск)
- 1966: Mebielszczyk Bobrujsk (biał. «Мэбельшчык» Бабруйск)
- 1968: Budaunik Bobrujsk (biał. «Будаўнік» Бабруйск)
- 1976: Biarezina Bobrujsk (biał. «Бярэзіна» Бабруйск)
- 1976: klub rozwiązano
- 1999: Biarezina Bobrujsk (biał. ФК «Бярэзіна» Бабруйск)
- 2000: klub rozwiązano

Klub piłkarski Spartak został założony w mieście Bobrujsk w 1939 roku. W 1939 zespół startował w rozgrywkach Pucharu Białoruskiej SRR. W 1946 debiutował w mistrzostwach Białoruskiej SRR, gdzie zajął trzecie miejsce. W kolejnych 4 latach klub ciągle był na podium, zajmując na przemian drugie i trzecie miejsce. W 1958 Spartak zdobył swój pierwszy tytuł mistrzowski. W 1959 w mistrzostwach reprezentowała drużyna miasta bez nazwy. W 1960 w mistrzostwach występował klub ADA Bobrujsk. W 1961 żaden z miejskich zespołów nie brał udziału w mistrzostwach Białoruskiej SRR. Od 1962 w mistrzostwach miasto reprezentowały kluby: Start (1962), Fandak (1963), Dziarżyniec (1964), Biarezina (1965), Mebielszczyk (1966-1967). W 1968 klub przyjął nazwę Budaunik. W 1971 był drugim w klasyfikacji końcowej, a w 1972 i 1973 zdobył tytuł mistrza Białoruskiej SRR. W 1975 znów został sklasyfikowany na drugiej pozycji, w następnym 1976 roku już jako Biarezina ponownie zajął drugie miejsce. Jednak w 1977 miasto reprezentował już inny klub Szynnik Bobrujsk, a Biarezina przestała istnieć.
W 1999 klub został reaktywowany jako Biarezina Bobrujsk i startował w drugiej lidze mistrzostw Białorusi, gdzie zajął przedostatnie 12.miejsce w podgrupie A. Sezon 2000 zespół zakończył na ostatniej 9.pozycji w grupie B i pożegnał się z rozgrywkami zawodowymi. Następnie klub został rozwiązany. 

## Sukcesy

### Trofea krajowe
| \| \| Zdobyte trofea w rozgrywkach Białorusi (stan na: 31-12-2017) \| |                                                              |      |          |
| Rozgrywki                                                             | Osiągnięcie                                                  | Razy | Sezon(y) |
| Mistrzostwo                                                           | I miejsce                                                    | 0    |          |
| Mistrzostwo                                                           | II miejsce                                                   | 0    |          |
| Mistrzostwo                                                           | III miejsce                                                  | 0    |          |
| Puchar                                                                | zdobywca                                                     | 0    |          |
| Puchar                                                                | finalista                                                    | 0    |          |
| II liga                                                               | I miejsce                                                    | 0    |          |
| II liga                                                               | II miejsce                                                   | 0    |          |
| II liga                                                               | III miejsce                                                  | 0    |          |
| Białoruś                                                              | Zdobyte trofea w rozgrywkach Białorusi (stan na: 31-12-2017) |      |          |

- Druhaja liha (III liga):
  - 9.miejsce (1x): 2000 (grupa B)

ZSRR
| \| \| Zdobyte trofea w rozgrywkach Związku Radzieckiego (stan na: 31-12-2017) \| |                                                                         |      |          |
| Rozgrywki                                                                        | Osiągnięcie                                                             | Razy | Sezon(y) |
| Mistrzostwo                                                                      | I miejsce                                                               | 0    |          |
| Mistrzostwo                                                                      | II miejsce                                                              | 0    |          |
| Mistrzostwo                                                                      | III miejsce                                                             | 0    |          |
| Puchar                                                                           | zdobywca                                                                | 0    |          |
| Puchar                                                                           | finalista                                                               | 0    |          |
| Puchar                                                                           | 1/32 finału                                                             | 1    | 1949     |
| II liga                                                                          | I miejsce                                                               | 0    |          |
| II liga                                                                          | II miejsce                                                              | 0    |          |
| II liga                                                                          | III miejsce                                                             | 0    |          |
|                                                                                  | Zdobyte trofea w rozgrywkach Związku Radzieckiego (stan na: 31-12-2017) |      |          |

- Grupa III (III liga):
  - 3.miejsce (1x): 1946 (strefa białoruska)
- Mistrzostwa Białoruskiej SRR:
  - mistrz (3x): 1958, 1972, 1973
  - wicemistrz (5x): 1947, 1949, 1971, 1975, 1976
  - 3.miejsce (4x): 1946, 1948, 1950, 1970
- Puchar Białoruskiej SRR:
  - zdobywca (2x): 1974, 1975
  - finalista (4x): 1939, 1951, 1966, 1973

## Stadion
Klub rozgrywał swoje mecze domowe na stadionie Spartak w Bobrujsku, który może pomieścić 4800 widzów.